# ISO 3166-2:SJ
ISO 3166-2:SJはISOの3166-2規格のうち、SJで始まるものである。ノルウェー領スヴァールバル諸島およびヤンマイエン島を意味する。スヴァールバル諸島およびヤンマイエン島はISO 3166-1(ISO 3166-1 alpha-2)で、SJを国コードとして割り振られている。スヴァールバル諸島およびヤンマイエン島はスヴァールバル諸島とヤンマイエン島の二つの領域を合わせたものである。これはノルウェー政府の地域区分ではなく、ISOによって規定された領域である。ISO 3166-2:SJに対応する行政区分コードの割り当てはない。
なお、ISO 3166-2:NOにより、スヴァールバル諸島はNO-21、ヤンマイエン島はNO-22の行政区分コード割り当てがある。